# Mitra de Cabra
El Mitra de Cabra o Mithras Tauroktonos es una escultura de estilo romano encontrada en el municipio de Cabra (provincia de Córdoba), concretamente en la villa del Mitra, aunque se expone en el Museo Arqueológico y Etnológico de Córdoba. Data del siglo II, realizada con mármol blanco y con unas dimensiones de 93 x 96 x 35 cm. El dios Mitra es representativo de la religión del mitraísmo. Se trata de una temática poco usual y es la única escultura en bulto redondo de esta representación encontrada en la península ibérica.

## Historia
El Mitra de Cabra se descubrió alrededor del otoño de 1951 en la huerta de Francisco Castro Córdoba, a unos 70 cm de profundidad mientras su hijo estaba arando la tierra. Al no saber de qué se trataba, lo escondieron durante un tiempo. Tras haber recibido una serie de ayudas de Rafael Moreno La Hoz, secretario del ayuntamiento, le regalaron la escultura como muestra de agradecimiento. Dicho secretario donó la pieza al Museo Arqueológico de Córdoba en 1952, con una indemnización de 35.000 pesetas, cuyo director era Samuel de los Santos y cuyos primeros artículos corrieron a cargo de Antonio García y Bellido. En dicho museo se restauró y donde ha permanecido desde entonces.
En el lugar donde se encontró el Mitra se descubrieron otras estatuas de arte romano que acabaron en el Museo Arqueológico de Cabra. A la vez, se descubrió que el lugar en sí era una villa romana, a la que llamaron villa del Mitra y que finalmente fue declarada Bien de Interés Cultural en 2016.
Existe una réplica en el Museo Arqueológico de Cabra creada en 1975 por Pedro Ortega, perteneciente al Taller de Reproducciones Artísticas de la Ciudad Universitaria de Madrid, y otra en el ayuntamiento de la ciudad.
En febrero de 2023 se descubrió en la villa del Mitra un mitreo, el único de Andalucía, donde estaría colocada la escultura para su devoción.

## Representación
La escultura de bulto redondo representa al dios Mitra, dios del Sol, deidad proveniente de Persia que fue adoptada por el Imperio Romano. El dios lleva un gorro frigio mientras sacrifica al toro, símbolo de muerte y resurrección, cogiéndole por los ollares del morro y clavándole una daga en el cuello. Mitra tiene la cabeza hacia arriba y a la izquierda, evitando mirar al animal, pero apoya su pierna en él para inmovilizarlo. Aunque no se ha conservado en su totalidad, se observa la clámide sobre sus hombros. La base rocosa representaría la cueva mística donde se produce el sacrificio.
Es un proceso creador: de la sangre que mana del toro bebe el perro, guardando el alma; el escorpión aguijonea los genitales, creando los animales y humanos; y la serpiente lo mata, creando las plantas.
Esta representación probaría la influencia de las religiones orientales en la parte occidental del Imperio Romano en los tiempos de Adriano. Este culto se produciría en Hispania desde mediados del siglo II hasta principios del siglo III, por lo que muchos autores coinciden que esta estatua estaría ubicada en el altar de un mitreo.

## Exposiciones
Aunque la escultura siempre ha estado bajo la tutela del Museo Arqueológico de Córdoba, ha participado en diversas exposiciones en otros museos.
- La obra de arte fue exhibida en una exposición denominada «Córdoba en Madrid», inaugurada el 30 de noviembre de 1955 en la Biblioteca Nacional con motivo de la entrega de la Medalla de Honor de la Real Academia de Bellas Artes de San Fernando al Ayuntamiento de Córdoba, presidido por Antonio Cruz Conde. El director del Museo Arqueológico, Samuel de los Santos, seleccionó las obras arqueológicas que participaron en la exposición, entre ellas el Mitra.[9][10]
- La escultura fue restaurada para una exposición temporal en Sevilla,[11] denominada «El rescate de la Antigüedad clásica en Andalucía» y realizada por la Fundación Focus entre noviembre de 2008 y febrero de 2009 en el Hospital de los Venerables, sede de la institución.[12]
- La pieza escultórica estuvo expuesta en el Museo Arqueológico Nacional por su 150 aniversario en la exposición «El poder del pasado. 150 años de arqueología en España», que se celebró desde octubre de 2017 a abril de 2018.[13]
- El Mitra fue trasladado al Museo Saint-Raymond de Toulouse (Francia) para la exposición «El misterio de Mitra. Inmerso en el corazón de un culto romano» entre el 13 de mayo y el 30 de octubre de 2022.[14]
- Tras 70 años desde su descubrimiento, el Mitra regresó a su lugar de origen, Cabra, donde estuvo expuesto entre el 17 de noviembre de 2022 y el 25 de enero de 2023 en el Museo Arqueológico de Cabra en la exposición temporal denominada «Mitra y el ocaso de los dioses en Hispania».[15]